# 센털흙파는쥐
센털흙파는쥐 또는 센털주머니고퍼(Orthogeomys hispidus)는 흙파는쥐과에 속하는 설치류의 일종이다. 벨리즈와 과테말라, 온두라스 그리고 멕시코에서 발견된다.